# A koreai udvar konyhaművészete
A koreai udvar konyhaművészete a koreai gasztronómia azon ága, mely a Csoszon-kor (1392–1910) konyhaművészetén alapszik. A 21. században a királyi udvarban régen felszolgált ételek divatba jöttek, köszönhetően például az olyan népszerű televíziós sorozatoknak, mint A palota ékköve. A királyi konyhaművészet megőrzését a Koreai Királyi Konyhaművészet Intézete felügyeli, mely éttermet is üzemeltet, valamint kurzusokat tart, ahol meg lehet tanulni elkészíteni az ételeket. 1971-ben a királyi konyhaművészetet Korea fontos szellemi kulturális örökségének nyilvánították.

## Története

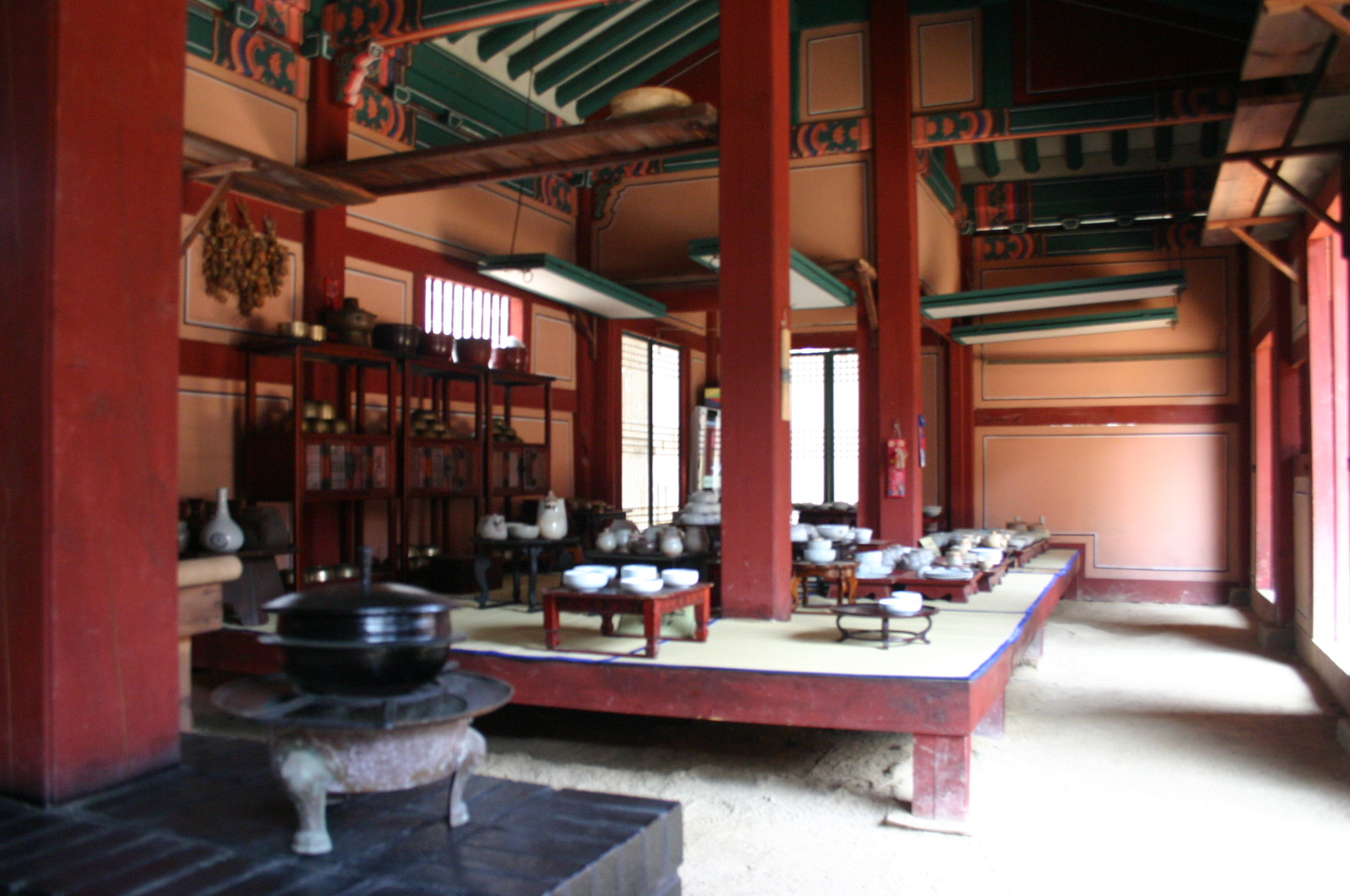
Királyi konyha modellje a Tedzsanggum élményparkban

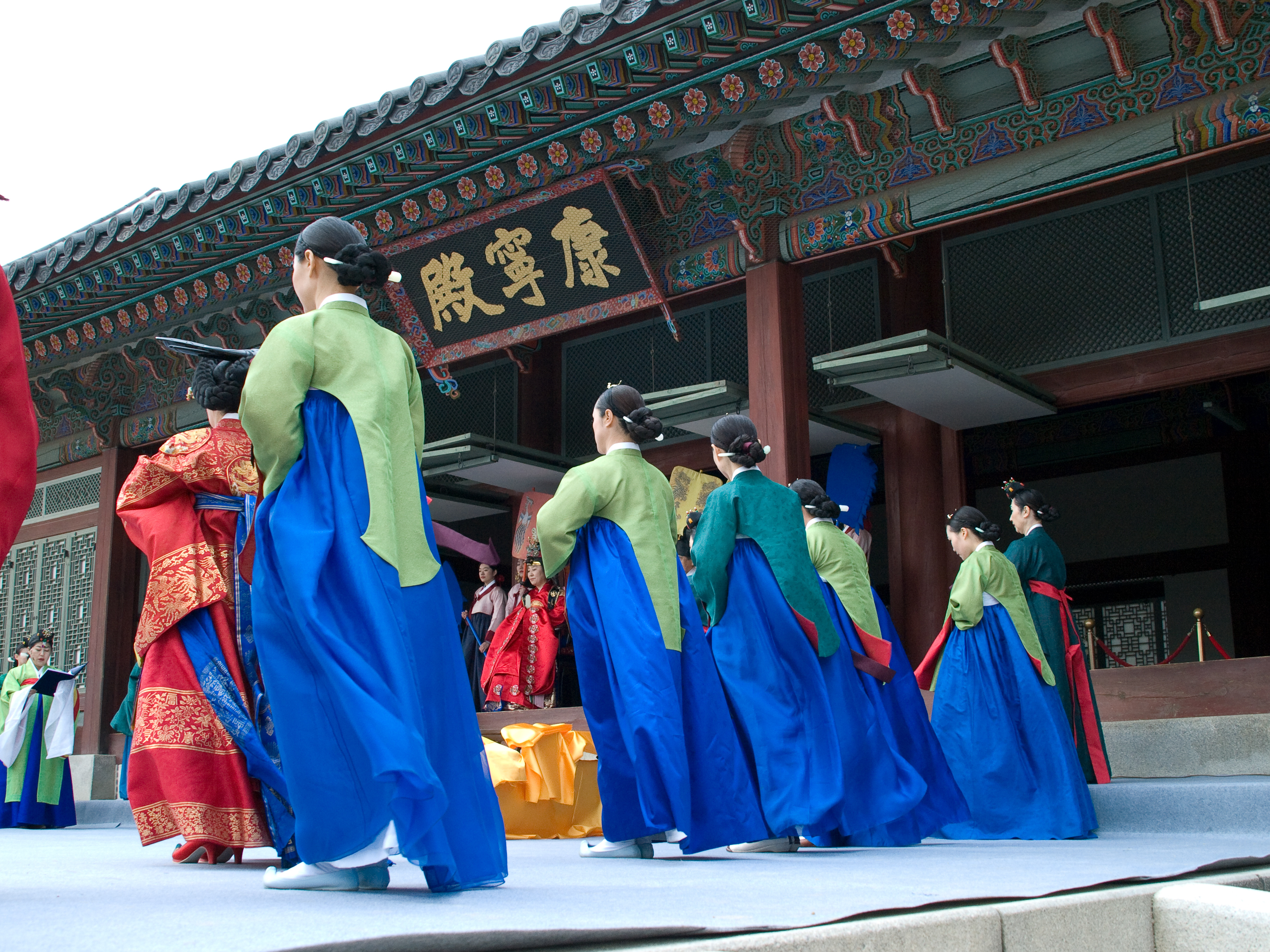
Kungnjo udvarhölgyek (kék-zöld hanbokban) egy Csoszon-kort idéző kosztümös előadásban

A korai királyságok udvari ételeiről keveset tudni, bár feljegyzések már a Silla királyság idejéből (7. század) is vannak arról, hogy egyes királyok hatalmas lakomákat, banketteket rendeztek, ahol több mint ötvenféle ételt szolgáltak fel, az ételek mibenlétét azonban nem írták le. A királyi udvar étkezési szokásait leginkább a Csoszon-kori feljegyzésekből lehet megismerni.
A Csoszon-udvarban az ételek kiemelkedő fontosságúak voltak, ezt támasztja alá, hogy a hat minisztériumban (육조, Jukcso) számos hivatalnok volt felelős a királyi udvar ellátásáért, az ételek elkészítéséért, beszerzéséért, a munkafolyamatok ellenőrzéséért. Ezen felül a palotában több száz asszony, úgynevezett kungnjo (궁녀, „palotahölgy”) dolgozott, akik többek között az ételek elkészítéséért és felszolgálásáért voltak felelősek, ételtípusonként. Volt külön szakács ttokféleségekhez, levesekhez, teákhoz, stb. A pontos hierarchiát törvényben határozták meg. A szakácsnőket a nagyszabású lakomák idején a palotán kívül élő férfi szakácsok (대령숙수, terjong szukszu) segítették, nekik csak ilyen alkalmakkor volt szabad belépniük a palotába. A többféle rangfokozattal rendelkező kungnjo udvarhölgyek soha nem mehettek férjhez.
Az udvarban felszolgált ételek mennyiségben és változatosságban is különböztek a hétköznapi emberek étrendjétől. A házasodási törvénynek köszönhetően – ami megtiltotta az azonos klánba tartozók közötti házasságot – a királyok a nemesség soraiból választottak feleséget, így a nemesek (양반, jangban) megismerkedhettek az esküvőkön felszolgált ételekkel, átvéve ezeket a szokásokat a saját esküvői ceremóniáikhoz, fokozatosan továbbadva az információt az alacsonyabb osztályúaknak, így egyes ételek bekerültek az udvaron kívül élők étrendjébe is. A tartományok kormányzóinak minden hónapban válogatott alapanyagokat kellett a palotába küldetniük, így a szakácsok hozzáfértek a különféle régiók specialitásaihoz, a szezonális alapanyagokhoz és változatos menüt tudtak összeállítani.

## Terítés

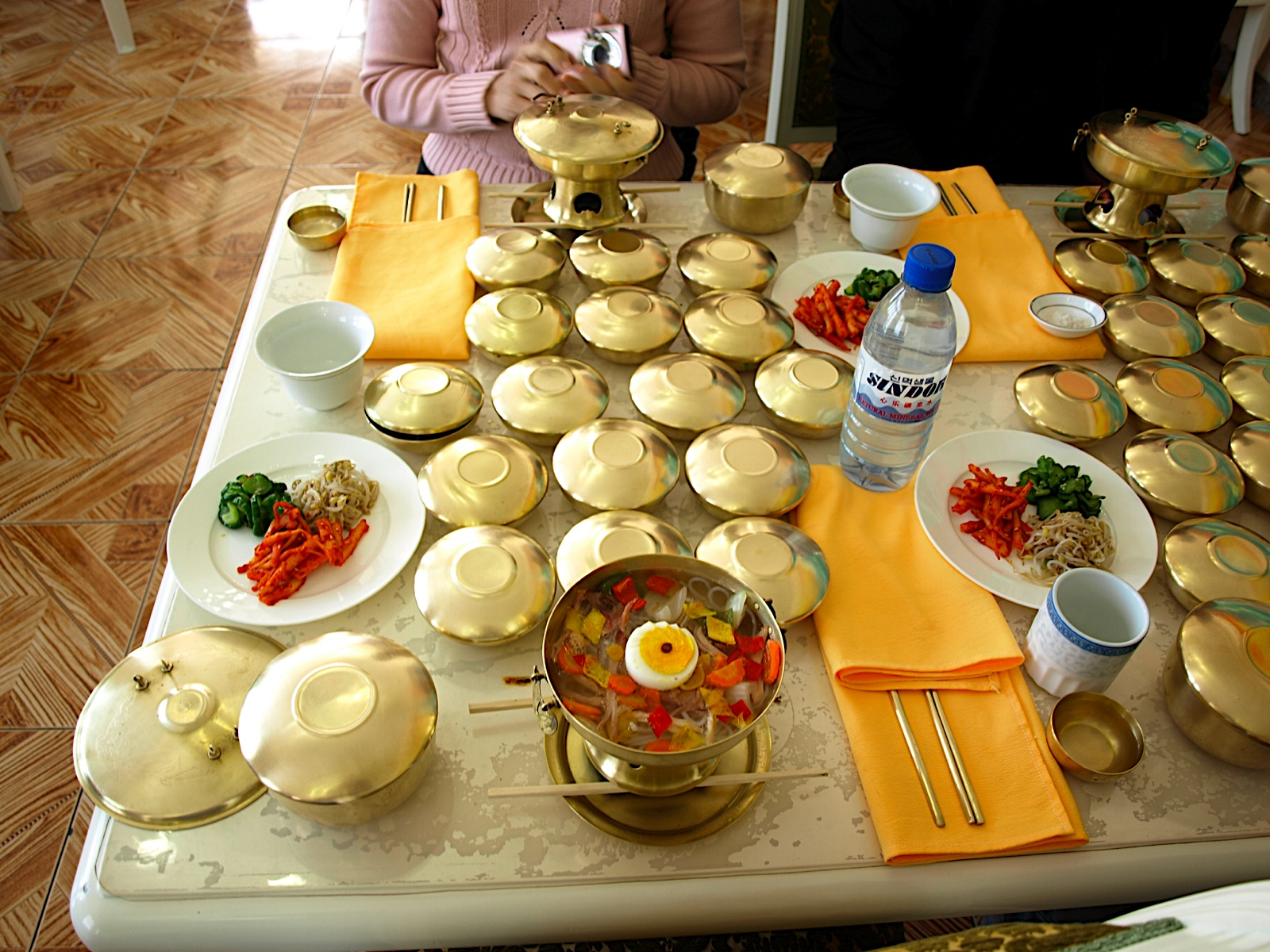
Pangccsa, azaz koreai bronzedények

A Csoszon-korban az uralkodó és felesége számára ötször szolgáltak fel ételt egy nap, háromszori főétkezés és két kisebb étkezés volt a jellemző. A király és a királyné külön ültek egy étkezőben (수라간, szuragan), mindkettőjüknek három asztalon szolgálták fel az ételeket, meghatározott sorrendben (수라상, szuraszang). Három-három udvarhölgy (수라상궁, szuraszanggung) segédkezett az étkezésnél, feladatuk a fedők felemelése, az étel felkínálása, minőségének ellenőrzése és az üres edények elvitele volt, valamint egyikük meg is kóstolta az ételeket, hogy meggyőződjön, nincs megmérgezve.
A szuraszang, azaz a királyi étkezőasztal terítésének megvoltak a szabályai, nem csak hogy milyen ételeket lehetett felszolgálni, de azok sorrendje és elhelyezkedése az asztalon is fontos volt. Általánosságban felszolgáltak kétféle rizst, kétféle levest, kétféle ragut, egyféle ccsimet, csongolt, háromféle kimcshit, ételízesítőket (kandzsang, kocshudzsang, töndzsang) és tizenkétféle szezonális pancshant (십이첩, sibicshop, „tizenkettes tálalás”). Az asztalokon öt pár szudzsot helyeztek el, kettőt használt a király, a többi hármat pedig a felszolgáló udvarhölgyek. Az evőeszközök és az étkészletek, edények kovácsolt bronzötvözetből készültek, összefoglaló nevük pangccsa jugi (방짜 유기). Ezek az edények jól sterilizálhatóak, szagtalanok és nem mérgezőek, így rendkívül népszerűek voltak a nemesség körében is.
A királyi főétkezések elnevezése szura (수라) volt, ami egy mongol eredetű szó és a kései Korjo-dinasztia korában került a koreai nyelvbe. A napi kétszeri főétkezést reggel tízkor és délután ötkor ejtették meg. A reggeli előtt, délután kettőkor és lefekvés előtt kevesebb, könnyebb ételt: kásaféléket, tésztaféléket, kimcshit és zöldségeket szolgáltak fel. Az alkoholos italokat időről-időre betiltották a palotában, azonban jobbára mégis fogyasztotta az uralkodó. A Korjo-dinasztia idejében a buddhizmus hatására leginkább zöld teát ittak, ezt később kiszorították a gyümölcs- és gyógyteák. A tej ritka ital volt, jóformán csak gyógyításra alkalmazták.

### Szuraszang

Szuraszang-elrendezés

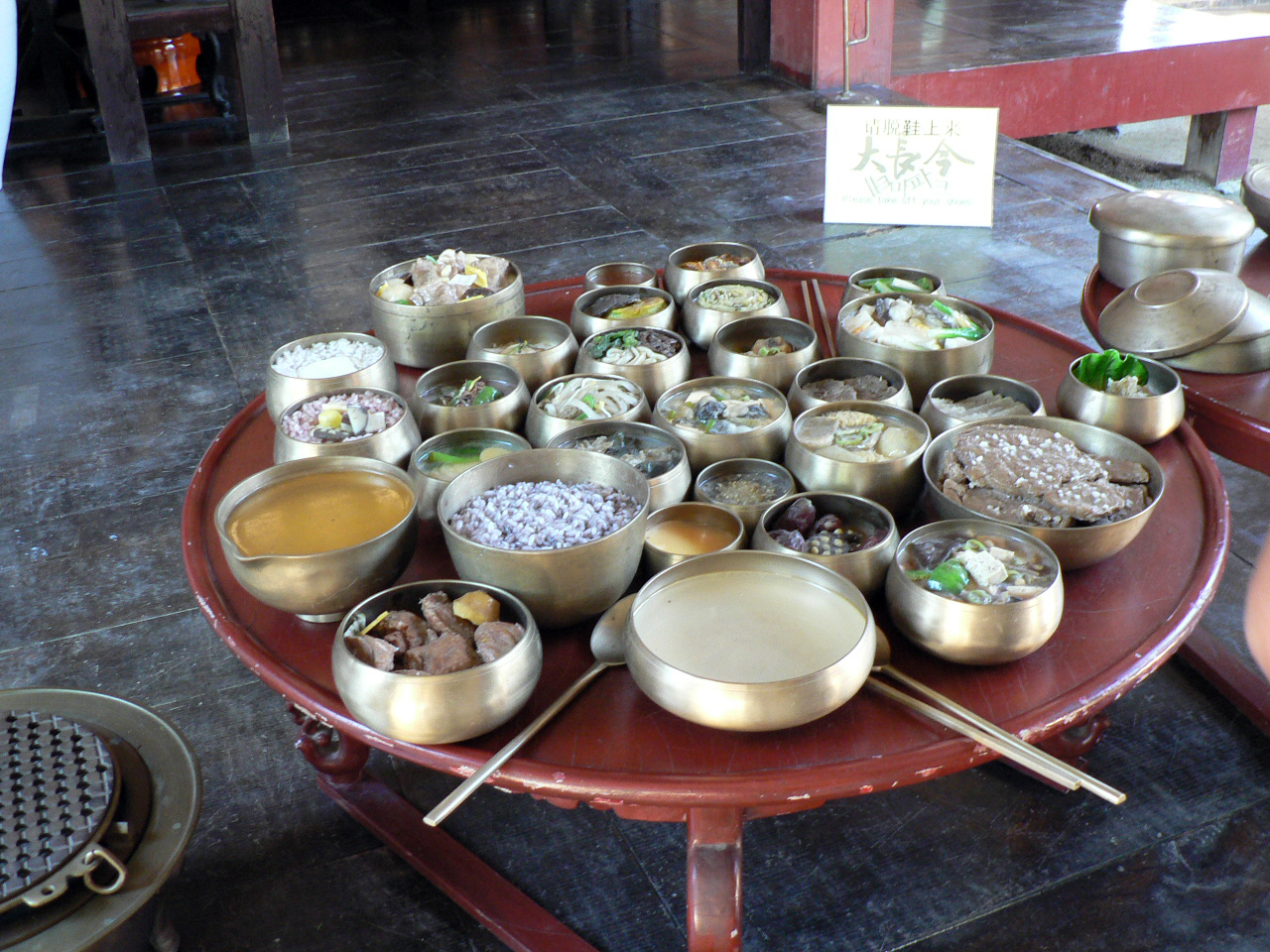
A szuraszang asztalok egyikének modellje a Tedzsanggum élményparkban

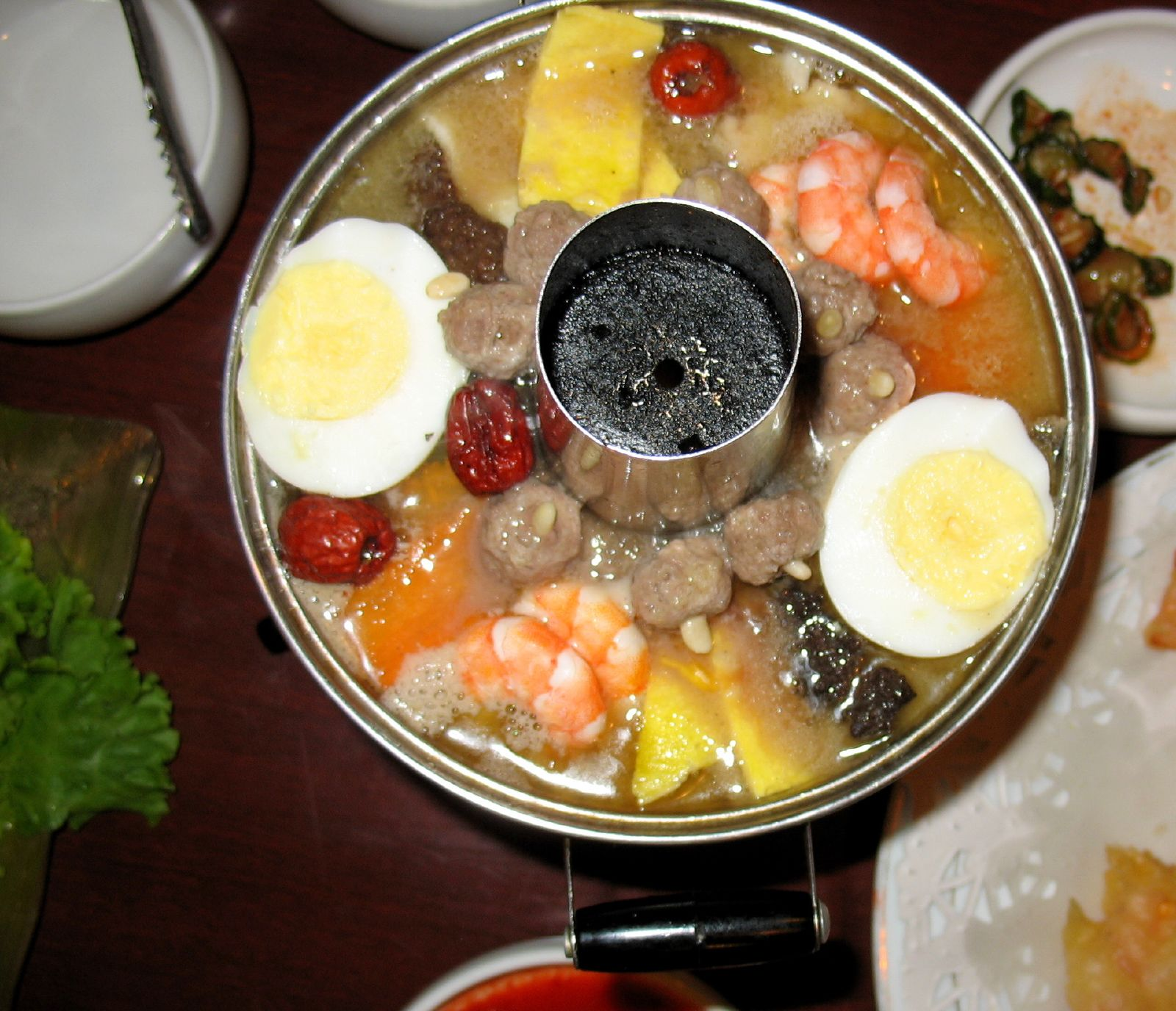
Sinszollo (신선로), egyfajta csongol a királyi konyhaművészetben

A-B-C szuraszanggung (수라상궁, a szuraszangért felelős udvarhölgy)
1. szongszongi (송송이): kockára vágott daikonretekből készült kimcshi[6]
2. csotkukcsi (젓국지): leveses, kínai kelből készített kimcshi csottal (fermentált, sózott hal) ízesítve[6]
3. tongcshimi (동치미): lédúsabb, kevésbé csípős, és kissé édes, pirospaprika nélkül készülő kimcshi[11]
4. csotkal (젓갈): sózott, fermentált tenger gyümölcsei[12]
5. csorige (조리개): dinsztelt ételféleség, általában hús valamilyen szójaszószos szószban dinsztelve[13]
6. namul (나물): növényféleségekből készülő kísérő étel[14]
7. szengcshe (생채): friss saláta[15]
8. ccsim (찜): párolt, gőzölt vagy kevés lében főtt étel[16]
9. maruncshan (마른찬): szárított étel[17]
10. csanggva (장과): dinsztelt tenger gyümölcsei[18]
11. phjonjuk (편육): a disznósajthoz hasonló étel, főtt marha- vagy sertéshúsból, amit nehezékkel összelapítanak majd vékonyra szeltelnek[19]
12. cshangui (찬구이): sült, hidegen tálalt lándzsalevelű harangfolyondár (Codonopsis lanceolata; koreaiul 더덕, todok) és kim[20]
13. csonjuhva (전유화): serpenyőben sütött palacsintaszerű étel[21]
14. csotkuk csocshi (젓국 조치): halszósz-leves[22]
15. thogu (토구): halszálka és csontok félretevésére használt tálka[6]
16. csang (장): szójaszósz[6]
17. cshodzsang (초장): ecetes szójaszósz[6]
18. csho kocshudzsang (초 고추장): ecetes csilipaprikakrém[6]
19. thodzsang csocshi (토장 조치): szójabableves[6]
20. hinszura (흰수라): fehér rizs[6]
21. kvakthang (곽탕): hínárleves[6]
22. csheszo (채소): zöldségek[6]
23. kogi (고기): húsétel[6]
24. csangguk (장국): szójababkrém-leves[6]
25. talkjal (달걀): tojás[6]
26. csongol (전골): lassú tűzön főzött ragu[23]
27. csengban (쟁반) és cshaszu (차수): teáskanna és tál[6]
28. kong csopsi (공접시): üres tálca[6]
29. kong ki (공기): üres tál[6]
30. szuran (수란): buggyantott tojás[6]
31. hö (회): nyers hal, nyers húsok[16]
32. toungui (더운구이): meleg grillezett húsok[20]
33. hongban (홍반) vagy phatszura (팥수라): rizs azuki babbal[6][24]
34. komthang (곰탕): marhahúsból illetve -csontból készült leves[25]

## Ételek
A koreai udvarban felszolgált ételtípusok ábécésorrendben.

### Csang

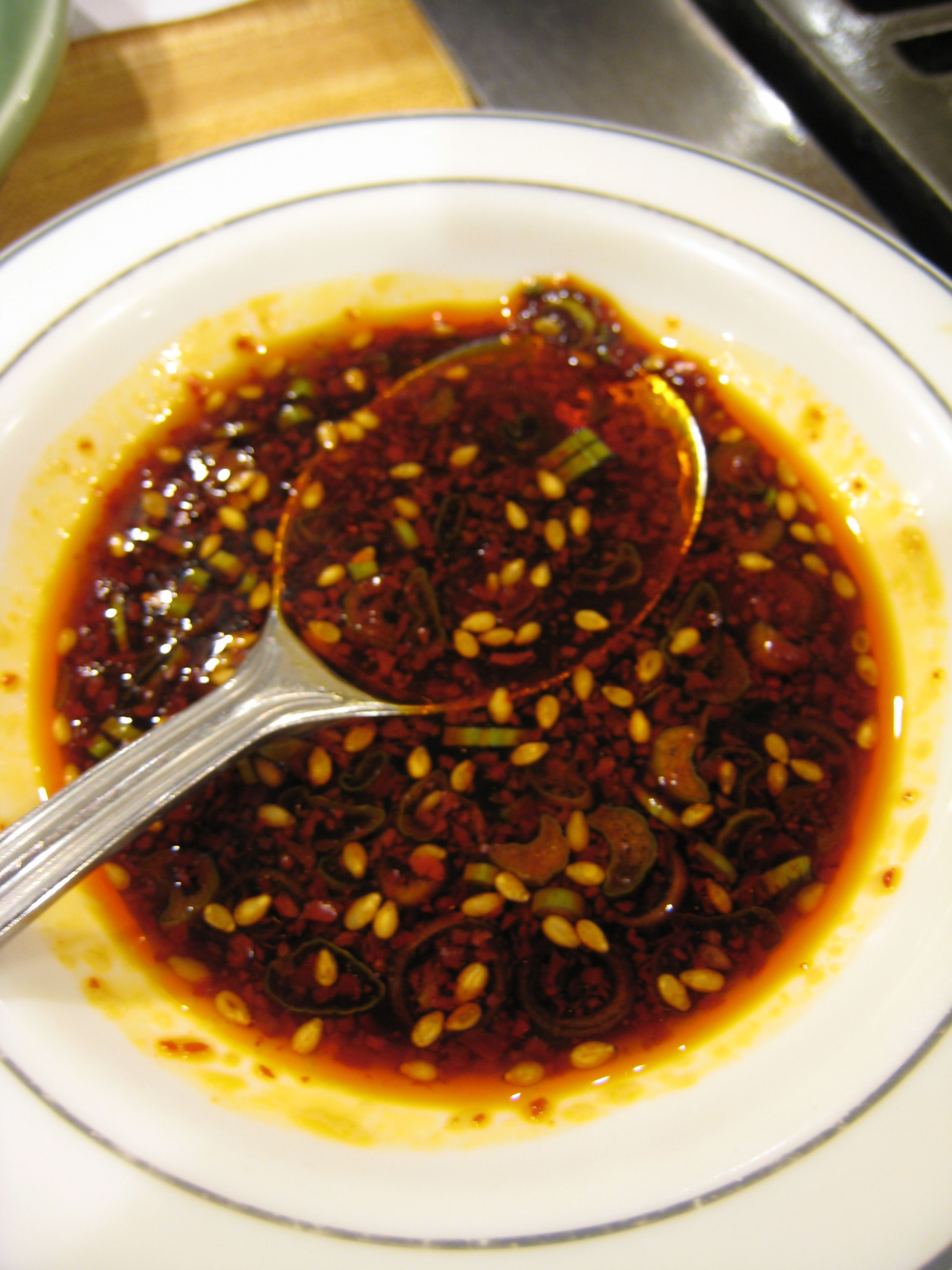
csho kandzsang

A csang (장) a különféle szószok jelölése.
- csho kandzsang (초간장): ecetes szójaszósz[6]
- kocshudzsang (고추장): csilipaprikakrém[6]
- csho kocshudzsang (초고추장): ecetes csilipaprikakrém[6]
- kjodzsadzsup (겨자즙): mustárszósz[26]

### Cssim és szon
A ccsim a párolt, gőzölt vagy kevés lében főtt húsok és zöldségek összefoglaló neve, ide tartozik a ttokpokki is, míg a szon a hússal vagy gombával töltött zöldségfélék elnevezése, amelyeket párolnak vagy főznek.

### Csongol és sinszollo
- sinszollo: tenger gyümölcseiből, marhahúsból és zöldségekből főzött csongol, magában a tálban, az asztalon főzve.[28]
- nakcsi csongol (낙지전골): polipból[29]
- tubu csongol (두부전골): tofuval[29]

### Csorige
A csorige (조리개) a királyi konyhában azokat a párolt, dinsztelt ételeket jelentette, amelyekhez a főzés utolsó fázisában keményítőt adtak, hogy besűrítsék a főzőlevet.
- cshijuk csorige (치육 조리개): egész fácánból[30]

### Csuk, mium és ungi
A csuk (죽), a mium (미음) és az ungi (응이) kásafélék, a csuk valamivel sűrűbb állagú, mint a mium:
- omidzsa ungi (오미자응이): kínai kúszómagnólia bogyóját felfőzik, majd mézzel összekeverik. A bogyókat kiveszik, a léhez mungóbab-keményítőt tesznek és újraforralják.
- szok mium (속미음): ragacsos rizst összefőznek jujubával, ginzenggel és gesztenyével.
- csatcsuk (잣죽): őrölt fenyőmagot rizzsel összefőznek.
- hengindzsuk (행인죽): a rizsszemeket sárgabarack magjával összeőrlik és megfőzik.
- hugimdzsa csuk (흑임자죽): őrölt fekete szezámmagot és rizst összefőznek.
- tharakcsuk (타락죽): a tejberizshez hasonló étel, a rizst megőrlik, vízzel felfőzik, majd hozzáöntik a tejet és együtt főzik tovább.
- csanggukcsuk (장국죽): darált marhahúst és siitake gombát összefőznek kása állagúra.

### Kui

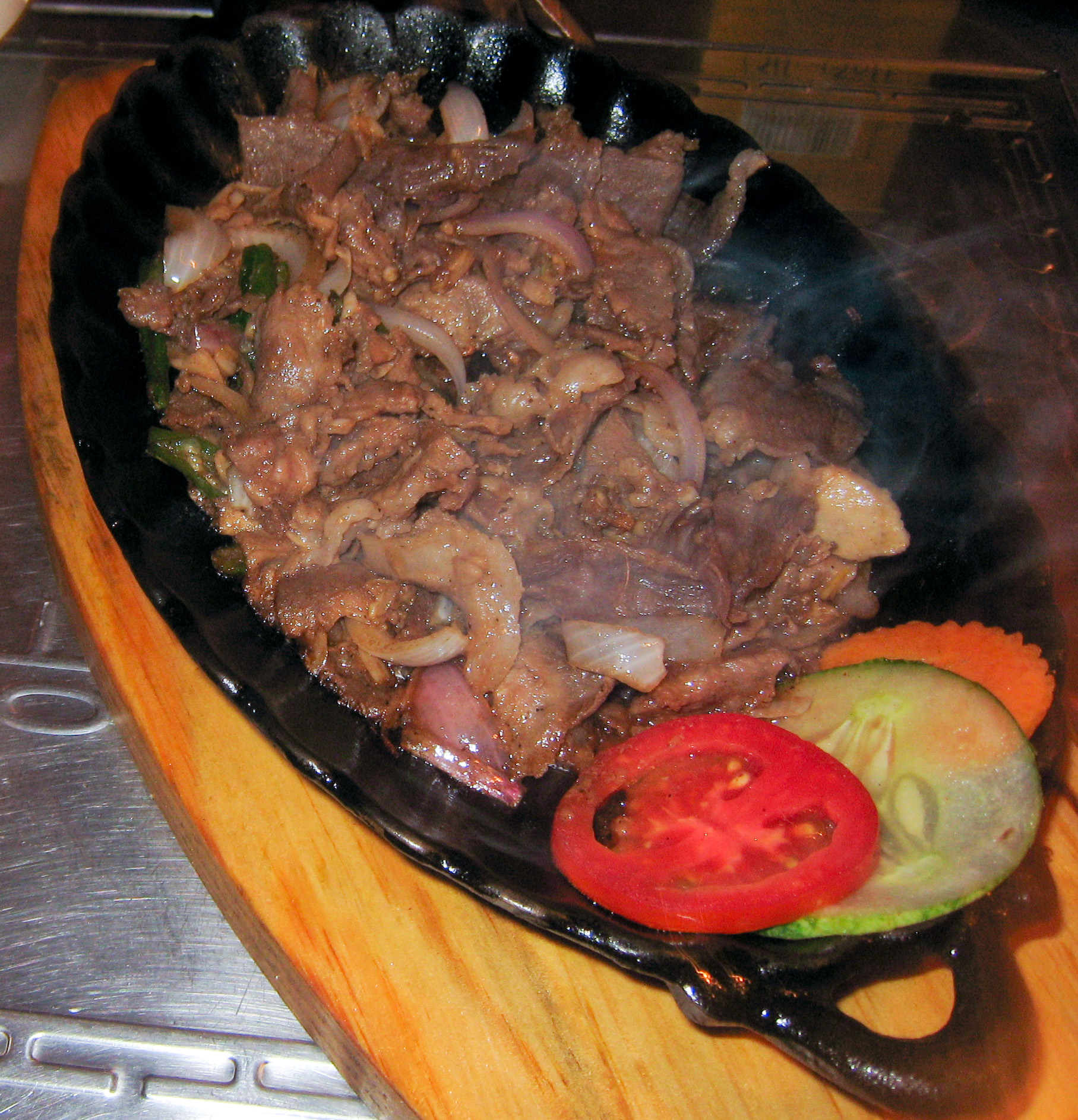
nobiani, vagy mai nevén pulgogi

A kui a grillezett ételek összefoglaló neve.
- kalbi (갈비): bordából és gerincből készült marinált, grilezett húsok[33]
- nobiani (너비아니): vékony szeletekre vágott bélszínből vagy más hasonló minőségű marhahúsból, illetve sertéshúsból készül[34][35]
- tak szandzsok (닭산적): csirkehús és zöldségek nyárson[36]
- hvajangdzsok (화양적): marinált húsok és zöldségek nyárson[37]

### Kukszu

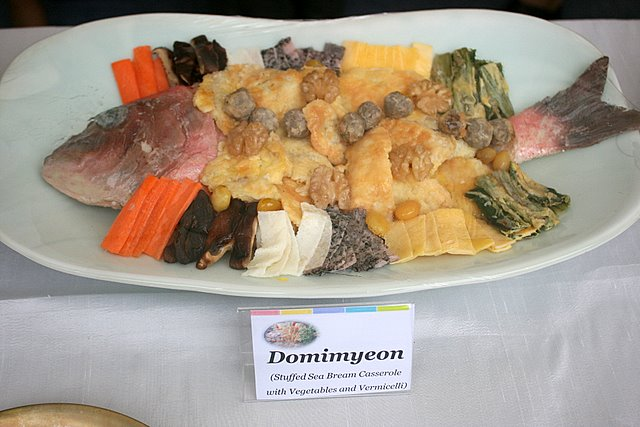
A tomimjon valójában leves

A kukszu a tésztás ételek megnevezése.
- nanmjon (난면): a magyar metélt levestésztához leginkább hasonlító tésztaféleség, tojásból és búzalisztből gyúrják és késsel vágják metéltformára. Marhahúslevessel tálalják.[38]
- tomimjon (도미면): durbincs (Sparidae) halból készülő tésztás raguleves. A hal húsát eltávolítják és tojásban, lisztben megforgatva kisütik, majd a hal vázára visszahelyezik a tálban. A levesbe kerülnek még zöldségfélék, dió, gingkómagok, fenyőmag, sült húsgombócok, üvegtészta, többféle gomba és tavaszi krizantém (Chrysanthemum) levelei. A tálban az elrendezés miatt a leves elsőre nem látszik.[39]

### Mandu
A mandu töltött tésztaféle.
- omandu (어만두): különleges mandu, a tölteléket nem tésztába töltik, hanem vékony tőkehalfilébe, majd gőz fölött párolják.[40]
- phjonszu (편수): négyzet alakú mandu, melyet marhahússal, siitake gombával töltenek, gőzön főznek, és marhahúslevessel tálalnak.[41]
- szengcshi mandu (생치만두): többek között fácánhússal készült, hajdinalisztből készült tésztába töltött mandu[42]
- tonga mandu (동아만두): viasztökkel (Benincasa hispida) és hússal készül[43]

### Namul

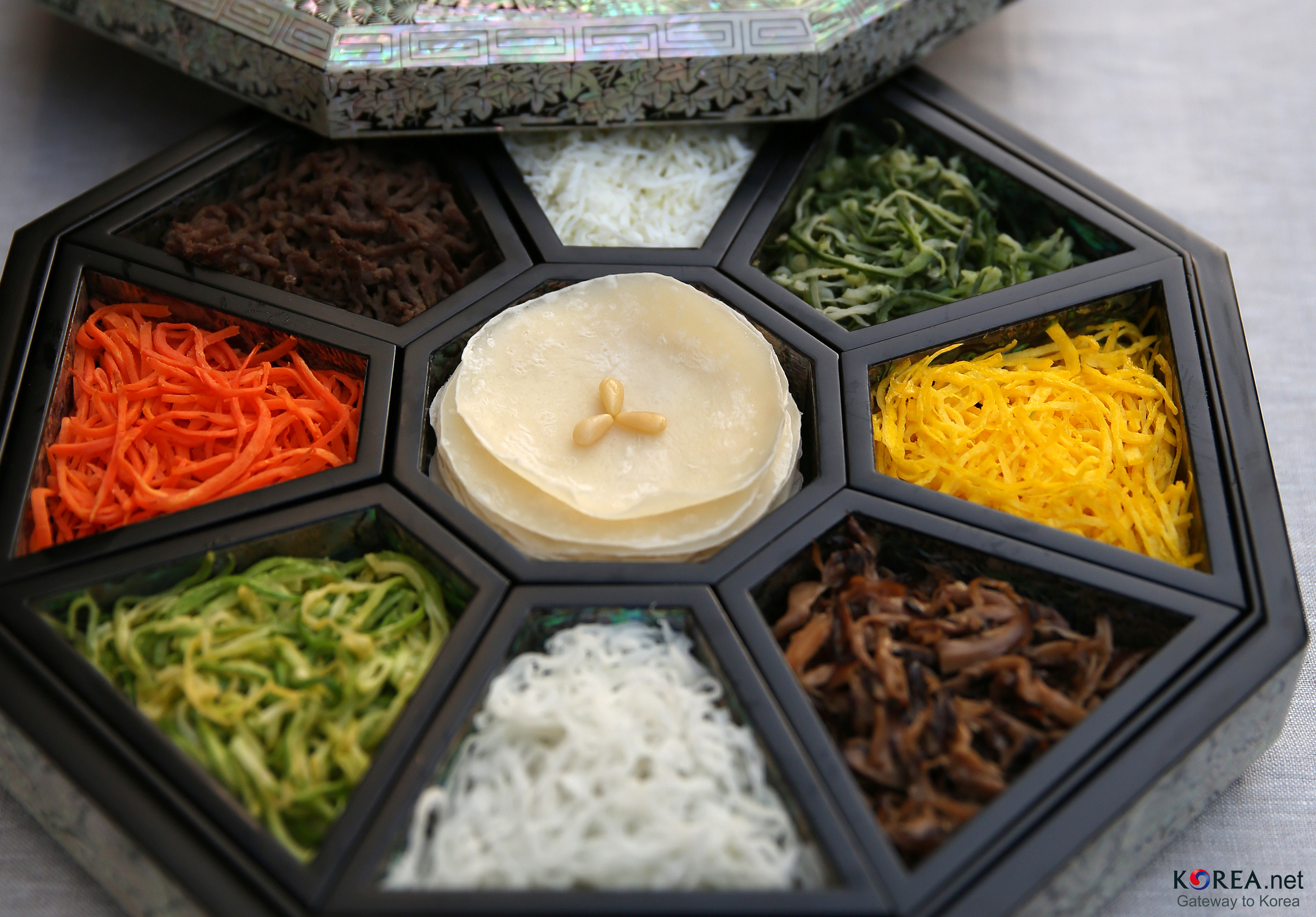
Kudzsolphan

A namul a zöldséges ételeket jelöli.
- kudzsolphan (구절판): nyolcféle zöldséget és húsféléket szolgálnak fel vékony palacsintával, általában nyolcszögletű faedényben[44]
- csapcshe: édesburgonyából készült üvegtészta zöldségfélékkel[45]
- thangphjoncshe (탕평채): vékonyra vágott noktumuk, kim, csilipaprika, babcsíra és japán petrezselyem (Oenanthe javanica) felhasználásával készül.[46]

### Pancshan
A pancshan a kísérőételeket jelöli.
- cshangui (찬구이): sült, hidegen tálalt lándzsalevelű harangfolyondár (Codonopsis lanceolata; koreaiul 더덕, todok) és kim
- csanggva (장과): dinsztelt tenger gyümölcsei
- csonjuhva (전유화):serpenyőben sütött palacsintaszerű étel
- csorim (조림): lassú tűzön főzve, dinsztelve/párolva szójaszósszal vagy kocshudzsanggal készített ételek[16]
- csotkal (젓갈): sózott, fermentált tenger gyümölcsei[
- hö (회): nyers halak és húsok
- tonggui (더운구이): meleg sült húsok
- mauruncshan (마른찬): szárított étel
- phjonjuk (편육): a disznósajthoz hasonló étel, főtt marha- vagy sertéshúsból, amit nehezékkel összelapítanak majd vékonyra szeletelnek
- szengcshe (생채): friss saláta
- szukcshe (숙채): főtt zöldségek[16]
- szuran (수란): buggyantott tojás

### Szura

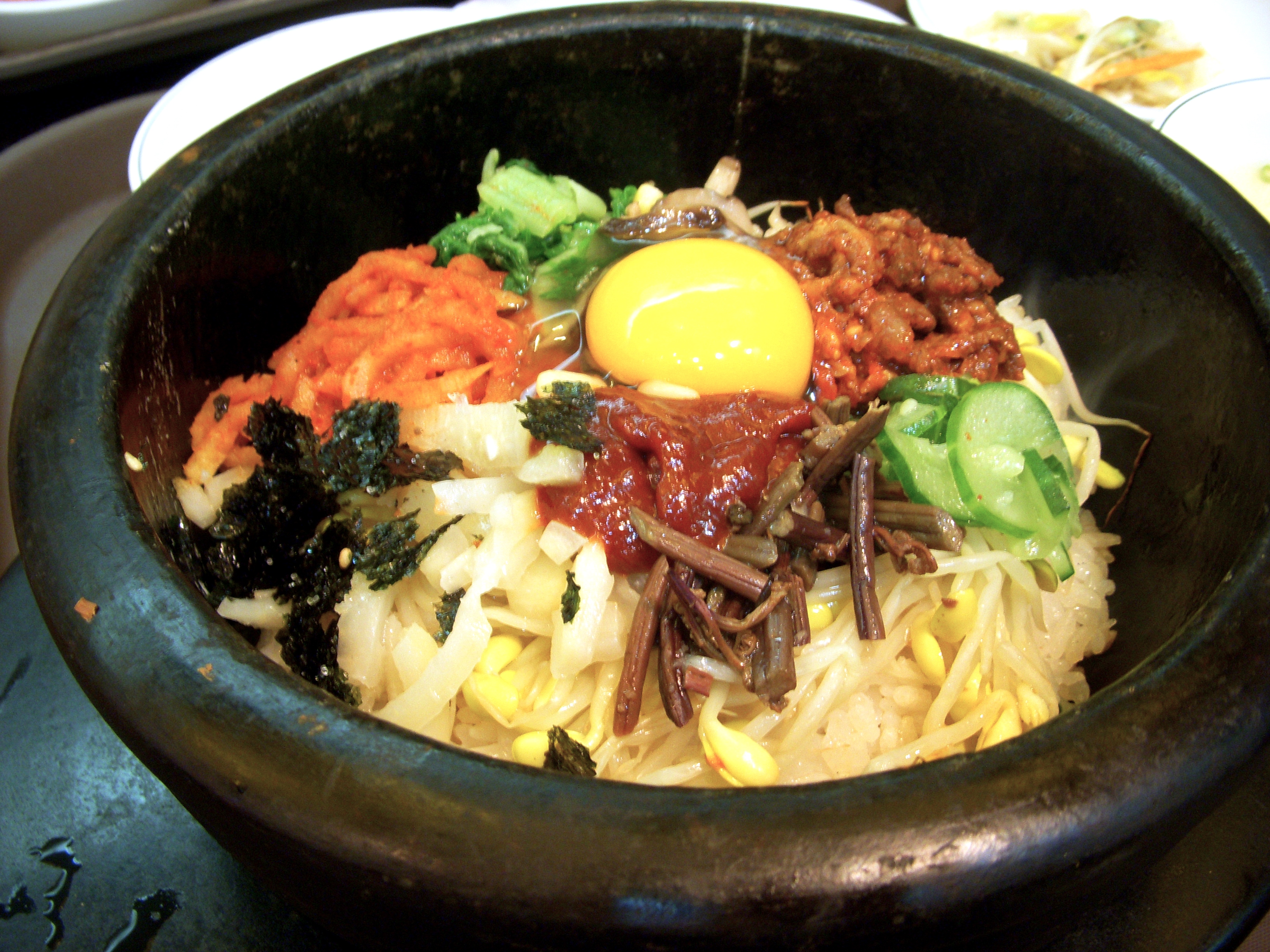
koldongban vagy mai nevén pibimbap

A szura (수라) a kötelezően felszolgálandó két rizs- vagy gabonafélét is jelentette.
- hinszura (흰수라): főtt fehér rizs[6]
- hongban (홍반): rizs azuki babbal
- ogokszura (오곡수라): rizs, ragacsos rizs, köles és azuki bab keveréke[48]
- koldongban (골동반): a pibimbap elnevezése a királyi udvar konyhaművészetében[49]

### Thang
A thang a gazdagabb, sűrűbb, hosszabb ideig főtt levesek megnevezése.
- malgun csangguk (맑은 장국): „tiszta (átlátszó) leves”[52][53]
- komguk (곰국) vagy komthang (곰탕): marhahúsból illetve -csontból készült leves[25]
- thodzsangguk (토장국): töndzsanggal (szójababkrém) és főtt rizs levével készül[54]
- nengguk (냉국): a hidegen felszolgált levesek elnevezése[55]

## Desszertek

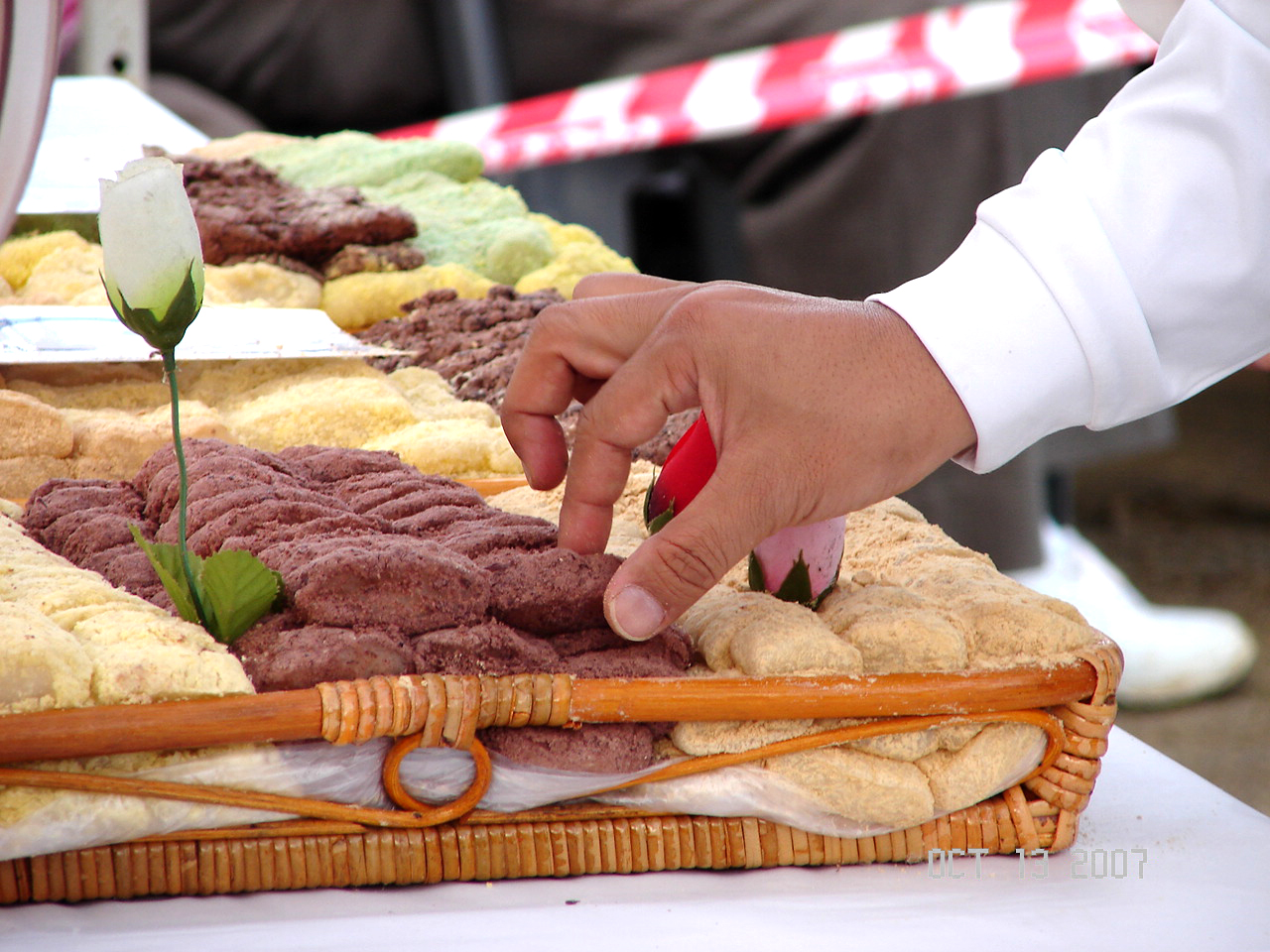
indzsolmi

A desszerteket leginkább csak ünnepi alkalmakkor és banketteken fogyasztottak.
- csonggva (정과): mézben felfőzött gyümölcs, gyömbér, lótuszgyökér vagy ginzeng[57]
- hvadzson (화전): édes palacsinta, ehető virágszirmokból (mint az azálea vagy a krizantém)[58]
- jaksik (약식): édes rizssütemény mogyoróval és jujubával[59]
- jotkangdzsong (엿강정): fenyőmagból, mogyoróból, puffasztott rizsből, dióból, pörkölt babból és szezámmagból készül.[60]
- jugva (유과): dagasztott vagy gyúrt, majd sütött édességek[61]
- indzsolmi (인절미): babőrleménybe vagy szezámmagba forgatott döngölt ttok[62]

## Italok
Az alkoholos italok ritkák voltak az udvarban. Volt olyan király, aki egyáltalán nem fogyasztott alkoholt, de olyan is akadt, akit kritizáltak az ivás miatt.
- hvacshe (화채): kínai kúszómagnólia bogyójából szűrt alapléből vagy mézes vízből készített ital gyümölcsökkel, virágokkal[63]
- koreai teafélék
- sikhje (식혜): árpamalátából és rizsből fermentálással készített ital[64]
- szudzsonggva (수정과): gyömbér, fahéj és datolyaszilva felhasználásával készített üdítőital, alkoholmentes puncs[65]

## Megjelenése a művészetekben
A koreai udvar konyhaművészete számos televíziós sorozatban megjelenik, a leghíresebb ezek közül A palota ékköve, ahol az ételeket Han Bongnjo (한복려), a királyi ételek szakértője állította össze, akinek egyetemi professzora az utolsó Csoszon-királyok szuraszanggungjától, Han Hiszuntól (한희순) tanulta a mesterséget. A sorozat díszleteiből múzeum-élménypark is nyílt Tedzsanggum élménypark néven, ahol a forgatási díszletek között a királyi konyha és étkezők pontos másai is megtekinthetőek.

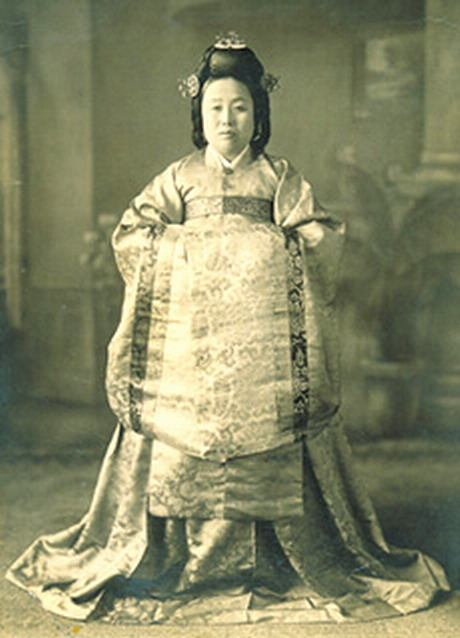
Han Hiszun, az utolsó királyi szanggung (magas rangú palotahölgy)
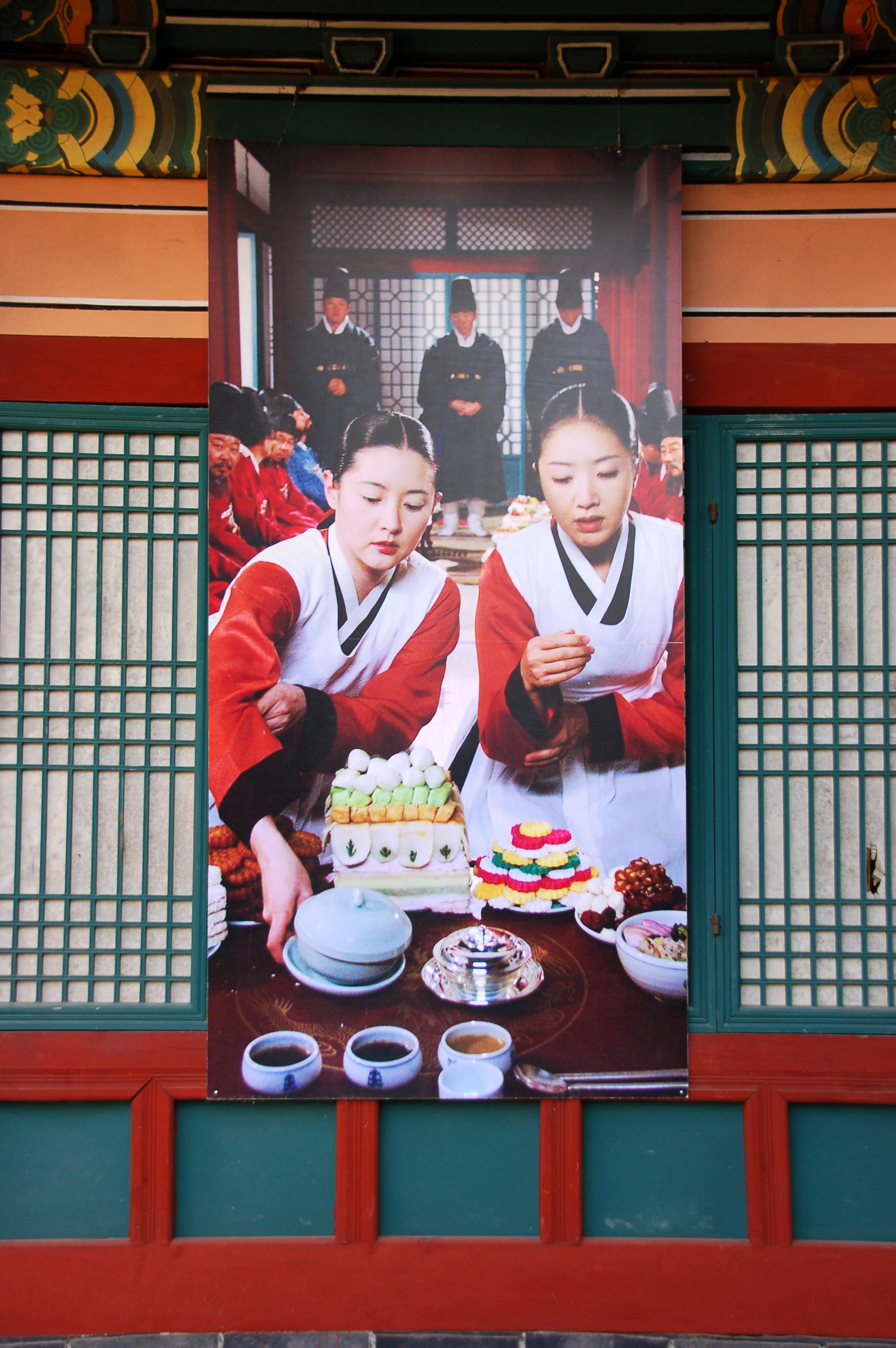
Ételek felszolgálása a király palotában (Tedzsanggum park)
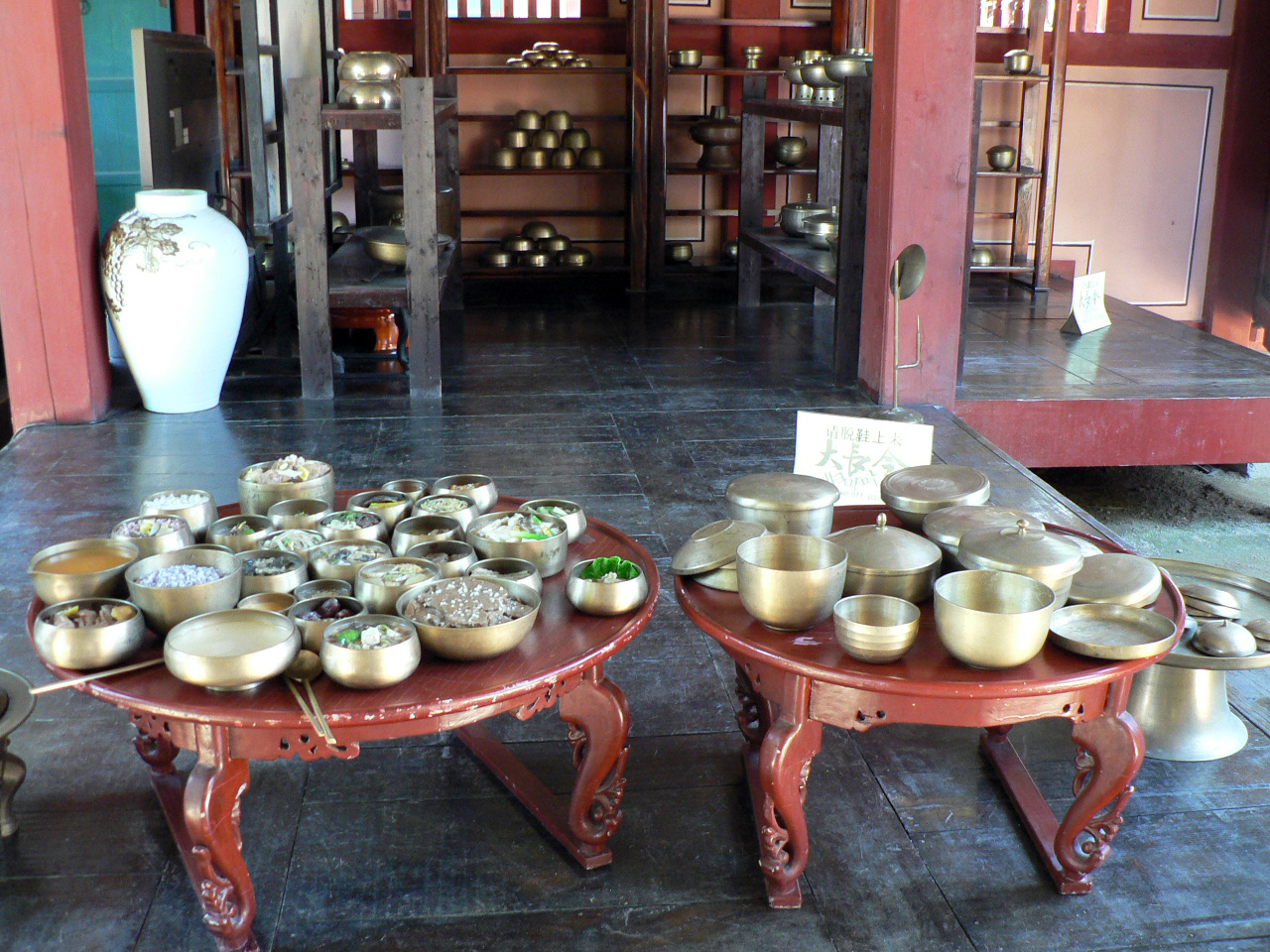
Szuraszang a Tedzsanggum parkban
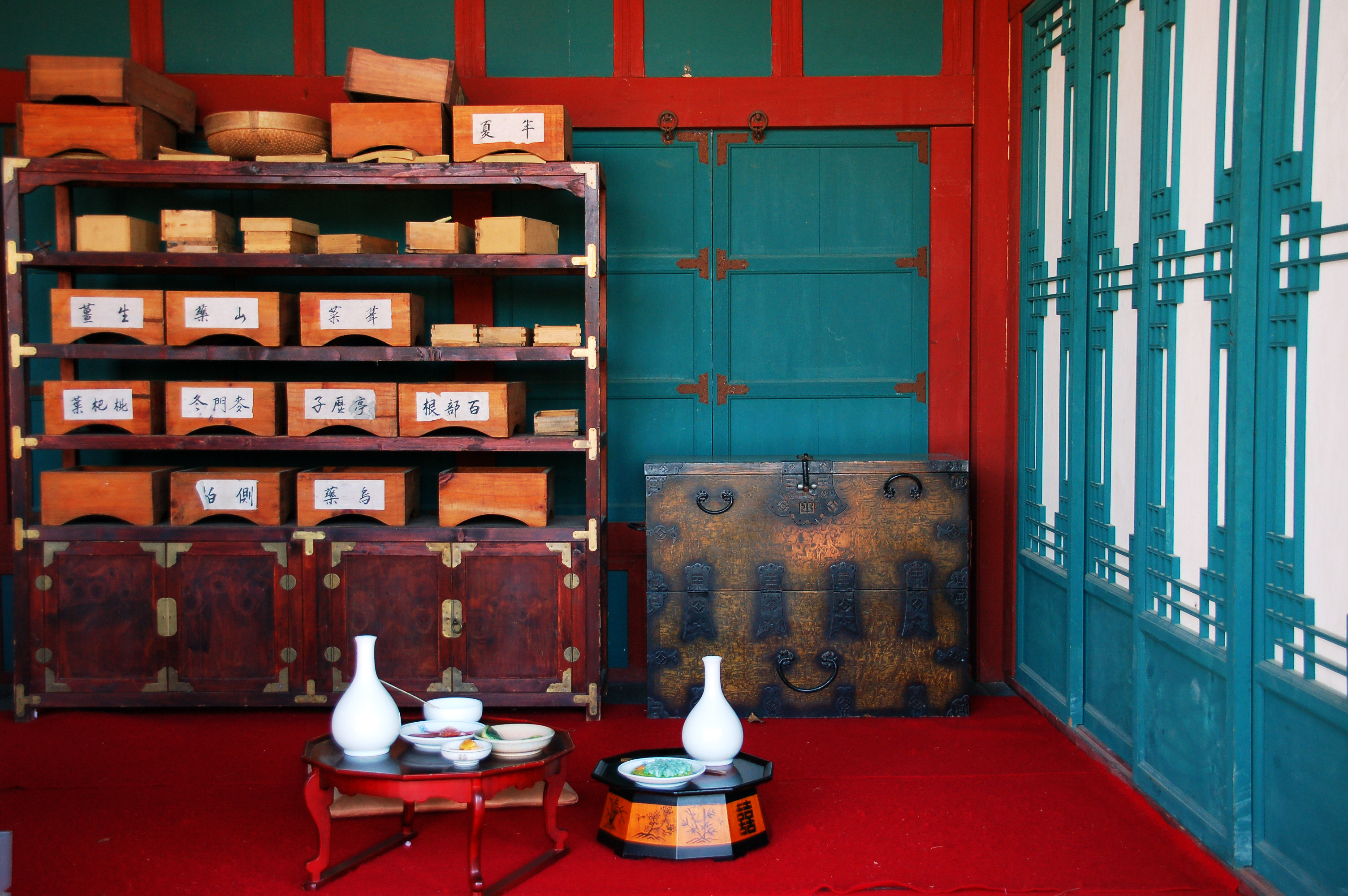
Korhű díszletek (Tedzsanggum park)

## Fordítás
- Ez a szócikk részben vagy egészben  a   Korean royal court cuisine című angol Wikipédia-szócikk ezen változatának fordításán alapul.  Az eredeti cikk szerkesztőit annak laptörténete sorolja fel. Ez a jelzés csupán a megfogalmazás eredetét és a szerzői jogokat jelzi, nem szolgál a cikkben szereplő információk forrásmegjelöléseként.